# Radivoj Ćirpanov
Radivoj Ćirpanov (srbsko Радивој Ћирпанов), srbski komunist, prvoborec in narodni heroj, *Čurug 1909, † Novi Sad, 1941.